# 23471 Kawatamasaaki
23471 Kawatamasaaki è un asteroide della fascia principale. Scoperto nel 1990, presenta un'orbita caratterizzata da un semiasse maggiore pari a 2,7410674 au e da un'eccentricità di 0,2967331, inclinata di 10,37303° rispetto all'eclittica.